# Марк Герман
Марк Герман (англ. Mark Herman; нар. 1954, Брідлінгтон, Англія, Велика Британія) — англійський сценарист, режисер, дворазовий номінант на премію BAFTA. Найбільш відомий як режисер і сценарист драми «Хлопчик у смугастій піжамі».

## Біографія
Марк Герман народився в Брідлінгтоні, Англія, Велика Британія. Герман вивчав анімацію в Національній школі кіно та телебачення та кінематограф у Міському університеті Лідса. У 2010 він відкрив кінокомпанію «Parashoots», мета якої — допомогти випускникам зробити перші кроки в кіноіндустрії.

## Кар'єра
Дебютна робота Марка Германа «Побачимось на Вемблі, Френкі Волш» отримала «Оскар» як найкращий студентський іноземний фільм. У 1992 виходить його перша повнометражна стрічка «У всьому винний посильний». Наступний кінопроєкт «Справа — труба» стала лауреатом міжнародних кінофестивалей та премій, зокрема отримала «Сезара» як найкращий іноземний фільм.
Музичний фільм про талановиту дівчину Лору Герман закінчив у 1996. Серед акторів, які зіграли у ньому, були Юен Макгрегор, Джим Бродбент, Філіп Джексон. У 2000 Марка номінували на премію «Незалежний дух» за сценарій до комедійної драми «Абонемент». У 2003 в його фільмі «Пелюстки надії» головну роль виконав Колін Ферт. У фільмі 2008 року «Хлопчик у смугастій піжамі» режисер торкнувся теми Голокосту. Драма була знята на основі однойменного роману ірландського письменника Джона Бойна, який Герман сам і адаптував.

## Фільмографія
| Рік  | Назва українською                 | Оригінальна назва                 | Сценарист | Режисер | Примітки               |
| ---- | --------------------------------- | --------------------------------- | --------- | ------- | ---------------------- |
| 1987 | Побачимось на Вемблі, Френкі Волш | See You at Wembley, Frankie Walsh | Так       | Так     |                        |
| 1987 | Незвичайна розмова                | Unusual Ground Floor Conversion   | Так       | Так     | короткометражний фільм |
| 1992 | У всьому винний посильний         | Blame It on the Bellboy           | Так       | Так     |                        |
| 1993 |                                   | The 10 Percenters                 | Так       |         | телесеріал             |
| 1996 | Справа — труба                    | Brassed Off                       | Так       | Так     |                        |
| 1998 | Голосок                           | Little Voice                      | Так       | Так     |                        |
| 2000 | Абонемент                         | Purely Belter                     | Так       | Так     |                        |
| 2003 | Пелюстки надії                    | Hope Springs                      | Так       | Так     |                        |
| 2008 | Хлопчик у смугастій піжамі        | The Boy in the Striped Pyjamas    | Так       | Так     |                        |